# الناعورة (فلم)
الناعورة فيلم مغربي من إنتاج العام 1984، أُخرج باشتراك بين كل من عبد الكريم الدرقاوي و مولاي إدريس الكتاني.